# Нехо II
Нехо II (В Біблії — Нехао)  — давньоєгипетський фараон з XXVI (Саїської) династії.
За його правління Стародавній Єгипет знову ненадовго вступив у добу процвітання й могутності у стародавньому світі. Продовжуючи політику свого батька, Псамметіха I, розвивав зовнішню торгівлю, спираючись на грецьких торговців і найманців, а також фінікійських судновласників.

## ПадінняАссирійської імперії
Нехо спробував відновити давно втрачені позиції Єгипту в Азії. До того часу Ассирії вже майже не існувало. Рештки Ассирійської держави ніхто не збирався захищати, натомість участь у їх поділі була справою ласою. Щоправда, у вирішальній битві Ассирійської держави з Вавилоном єгипетське військо встало на підтримку Ассирії, оскільки посилення Вавилону могло складати загрозу і для Єгипту.
У червні 609 року до н. е. Нехо вирушив у похід на чолі своєї армії на допомогу ассирійцям, що вели воєнні дії проти Вавилонії та Мідії в районі Харана. Газа й Аскалон чинили опір єгиптянам, за що їх захопили та жорстоко покарали. Біля Мегіддо дорогу фараону несподівано перекрив юдейський цар Йосія зі своїм військом. Вимога фараона пропустити його до Євфрату була відкинута й почалась битва. На самому початку бою Йосія був смертельно поранений у горло єгипетською стрілою, а юдеї втекли (4 Цар. 2329).
З'єднавшись з ассирійським царем Ашшур-убаллітом II, фараон перетнув Євфрат й атакував Харан. Важкі бої велись упродовж всього літа. Вавилонський гарнізон мужньо відбив усі приступи єгиптян та ассирійців, й утримав місто. У вересні 609 року до н. е. вавилонський цар Набопаласар, отримавши допомогу від мідян, вирушив на допомогу Харану. Нехо, довідавшись про його наближення, зняв облогу й без бою відступив за Євфрат. Харан залишився у руках вавилонян. Саме 609 року до н. е. вважається датою падіння Ассирійської імперії.
Свою ставку Нехо розташував у самому центрі Сирії. Єгипетські гарнізони, замінивши ассирійців, зайняли міста і фортеці Заріччя (так у месопотамських джерелах називається територія на захід від річки Євфрат до Середземного моря, більш відома як Східне Середземномор'я). Юдейський цар Йоахаз, син загиблого Йосії, не наважився суперечити грізному наказу фараона та прибув до Рібли. Нехо відрядив його до Єгипту, де той і помер. На юдейський престол фараон посадив його брата Йоакима (4 Цар. 2334), на якого наклав данину у 100 талантів (3 т) срібла й 1 талант (30 кг) золота на рік.

## Війна з Навуходоносором
У жовтні 607 року до н. е. Набопаласар повів вавилонську армію на єгиптян. Почалась запекла боротьба за переправу через Євфрат, що тривала до весни 605 року до н. е. Перше передмостове укріплення, створене вавилонянами у грудні 607 до н. е. біля міста Кімуху на Євфраті, влітку 606 року до н. е. після важких боїв було ліквідовано єгиптянами, але восени того ж року вавилоняни створили другий плацдарм в районі міст Шунадірі, Еламму й Духамму. Всі спроби єгиптян скинути їх у річку того разу зазнали провалу.
Навесні 605 року до н. е. вавилонська армія під командуванням царевича Навуходоносора виступила у похід. Нехо також вирушив до Євфрату з головними силами своєї армії, у складі якої, поряд із єгиптянами та лівійцями, були нубійці, лідійські лучники та грецькі найманці. Вирішальна битва відбулась під Каркемишем наприкінці травня 605 року до н. е. Вавилоняни, форсувавши Євфрат на південь від Каркемиша, атакували єгипетський табір під міськими стінами. Єгиптяни не витримали натиску, й противник слідом за єгиптянами, що відступали, увірвався до міста. На вулицях міста спалахнули криваві сутички, до того ж у місті почались пожежі, що змусили єгиптян залишити місто, та знову вийти у поле, де вавилоняни довершили їхній розгром. Рештки єгипетської армії поспіхом тікали до Хамата. Там переможці їх наздогнали та винищили. Втрати єгиптян склали десятки тисяч осіб. Дрібні держави Сирії, Фінікії та Палестини не чинили спротиву Навуходоносору та поспішили принести йому данину. Від цілковитої поразки Нехо врятувала смерть Набопаласара (15 серпня 605 року до н. е.) та від'їзд у зв'язку з цим Навуходоносора до Вавилона.
Східне Середземномор'я було налякане розгромом фараона, але не бажало змінювати порівняно лояльну єгипетську гегемонію на важке вавилонське ярмо. Першим містом, що виступило проти вавилонського володарювання, став Аскалон (його цар Адон розраховував на єгипетську допомогу). У грудні 604 до н. е. скіфи штурмом узяли та розграбували місто. Єгипет знову опинився під загрозою.
У грудні 601 року до н. е. Навуходоносор II у союзі зі скіфами спробував напасти на сам Єгипет і підступив до єгипетського кордону. У запеклій битві єгиптянам удалось зупинити ворога. Обидві сторони зазнали величезних втрат. Після тієї битви Нехо був змушений взагалі відмовитись від думки найближчим часом вести боротьбу з Вавилоном за азійські провінції.

## Внутрішня політика
Незважаючи на невдачі у сухопутних боях, перевага Єгипту на морських шляхах залишалась непохитною. Для військових потреб на Середземному та Червоному морях були збудовані великі гребні судна. За ініціативою Нехо фінікійські моряки здійснили близько 600 до н. е. плавання навколо Африки, обігнувши її зі сходу (в цілому плавання тривало три роки). Те плавання навряд чи ставило перед собою військові цілі. Імовірно, метою плавання була розвідка нових торгових шляхів. Нехо розвинув зовнішню торгівлю, спираючись на грецьких торговців і на фінікійських судновласників.
За правління Нехо почали копати канал, який мав з'єднати Ніл з Червоним морем. Прагнення прорити чи, можливо, відновити той канал, скоріше за все, мало не лише торгову, але й військову мету. На будівництво того каналу було зібрано безліч єгипетського населення. За повідомленням Геродота під час будівництва каналу загинули 120 тисяч осіб. Однак будівництво так і не вдалось завершити. Спорудження каналу було завершено за перського шаха Дарія I, однак його було засипано 764 року халіфом Аль-Мансуром, який прагнув забезпечити торгову монополію Дамаска.

## Пам'ять
1976 року Міжнародний астрономічний союз надав ім'я Нехо II кратеру на зворотному боці Місяця.